# Мартін Палермо
Мартін Палермо (ісп. Martín Palermo, нар. 7 листопада 1973, Ла-Плата) — аргентинський футболіст, що грав на позиції нападника, зокрема за клуби «Естудьянтес» та «Бока Хуніорс», а також за національну збірну Аргентини. По завершенні ігрової кар'єри — тренер. З 2021 року очолює тренерський штаб команди «Атлетіко Альдосіві».

## Клубна кар'єра
У дорослому футболі дебютував 1991 року виступами за команду клубу «Естудьянтес», в якій провів шість сезонів, взявши участь у 93 матчах чемпіонату.  У складі «Естудьянтес» був одним з головних бомбардирів команди, маючи середню результативність на рівні 0,37 голу за гру першості.
Згодом з 1997 по 2004 рік грав у складі команд клубів «Бока Хуніорс», «Вільярреал», «Реал Бетіс» та «Алавес». Протягом цих років тричі виборював титул чемпіона Аргентини, ставав володарем Кубка Лібертадорес, володарем Міжконтинентального кубка.
У 2004 році повернувся до клубу «Бока Хуніорс», за який відіграв 7 сезонів.  Більшість часу, проведеного у складі «Бока Хуніорс», був основним гравцем команди. В старому-новому клубі знову був серед найкращих голеодорів, відзначаючись забитим голом в середньому щонайменше у кожній другій грі чемпіонату. За цей час додав до переліку своїх трофеїв ще три титули чемпіона Аргентини, знову ставав володарем Кубка Лібертадорес, переможцем Рекопи Південної Америки (тричі). Завершив професійну кар'єру футболіста виступами за команду «Бока Хуніорс» у 2011 році

## Виступи за збірну
У 1998 році дебютував в офіційних матчах у складі національної збірної Аргентини. Протягом кар'єри у національній команді, яка тривала 13 років, провів у формі головної команди країни лише 15 матчів, забивши 9 голів.
У складі збірної був учасником розіграшу Кубка Америки 1999 року у Парагваї та чемпіонату світу 2010 року у ПАР.

## Кар'єра тренера
Розпочав тренерську кар'єру невдовзі по завершенні кар'єри гравця, 2012 року, очоливши тренерський штаб клубу «Годой-Крус», де пропрацював з 2012 по 2013 рік.
Згодом очолював команди «Арсенала» (Саранді), чилійських «Уніон Еспаньйола» та «Куріко Унідо», а також мексиканської «Пачуки».
2021 року очолив тренерський штаб «Атлетіко Альдосіві».
| Дата       | Місто            | Господарі | Результат | Гості      | Турнір                          | Голи | Примітки |
| ---------- | ---------------- | --------- | --------- | ---------- | ------------------------------- | ---- | -------- |
| 3-2-1999   | Маракайбо        | Венесуела | 0 – 2     | Аргентина  | товариський матч                | -    |          |
| 10-2-1999  | Лос-Анджелес     | Мексика   | 0 – 1     | Аргентина  | товариський матч                | -    |          |
| 26-6-1999  | Буенос-Айрес     | Аргентина | 0 – 0     | Литва      | товариський матч                | -    |          |
| 1-7-1999   | Луке             | Аргентина | 3 – 1     | Еквадор    | Копа Америка 1999 - 1-й етап    | 2    |          |
| 4-7-1999   | Луке             | Аргентина | 0 – 3     | Колумбія   | Копа Америка 1999 - 1-й етап    | -    |          |
| 7-7-1999   | Луке             | Аргентина | 2 – 0     | Уругвай    | Копа Америка 1999 - 1-й етап    | 1    |          |
| 11-7-1999  | Сьюдад-дель-Есте | Бразилія  | 2 – 1     | Аргентина  | Копа Америка 1999 - чвертьфінал | -    |          |
| 9-9-2009   | Асунсьйон        | Парагвай  | 1 – 0     | Аргентина  | Відбір до ЧС 2010               | -    |          |
| 30-9-2009  | Кордова          | Аргентина | 2 – 0     | Гана       | товариський матч                | 2    |          |
| 10-10-2009 | Буенос-Айрес     | Аргентина | 2 – 1     | Перу       | Відбір до ЧС 2010               | 1    |          |
| 26-1-2010  | Сан-Хуан         | Аргентина | 3 – 2     | Коста-Рика | товариський матч                | -    |          |
| 10-2-2010  | Мар-дель-Плата   | Аргентина | 2 – 1     | Ямайка     | товариський матч                | 1    |          |
| 5-5-2010   | Неукен (місто)   | Аргентина | 4 – 0     | Гаїті      | товариський матч                | 1    |          |
| 24-5-2010  | Буенос-Айрес     | Аргентина | 5 – 0     | Канада     | товариський матч                | -    |          |
| 22-6-2010  | Полокване        | Греція    | 0 – 2     | Аргентина  | ЧС 2010 - 1-й етап              | 1    |          |
| Усього     |                  | Матчів    | 15        |            | Голів                           | 9    |          |

## Титули і досягнення

### Командні
- Чемпіон Аргентини (6):

«Бока Хуніорс»:  Апертура 1998, Клаусура 1999, Апертура 2000, Апертура 2005, Клаусура 2006, Апертура 2008
- Володар Кубка Лібертадорес (2):

«Бока Хуніорс»:  2000, 2007
- Володар Міжконтинентального кубка (1):

«Бока Хуніорс»:  2000
- Володар Південноамериканського кубка (2):

«Бока Хуніорс»: 2004, 2005
- Переможець Рекопи Південної Америки (3):

«Бока Хуніорс»:  2005, 2006, 2008

### Особисті
- Футболіст року в Південній Америці: 1998